# Алый плеснеед
Алый плеснеед, или багряный плеснеед (лат. Endomychus coccineus) — вид жуков из семейства плеснееды.

## Описание
Длина тела жуков 4-6 мм. Преобладающая часть нижней стороны тела и ноги чёрного цвета. Переднеспинка жуков сужена от основания к переднему краю. Бока переднеспинки почти прямолинейные. Окраска переднеспинки по краям красного цвета, по середине — чёрная. Надкрылья красного цвета, каждое несёт на себе два крупных овальных чёрных пятна. Последние могут редко отсутствовать (аберрация — krynickii Ganglb.). У вариации var. biehli (Reitter) голова и нижняя сторона тела красного цвета, а ноги являются тёмно-коричневыми или ржаво-бурыми с затемнёнными вершинами голеней. Усики с рыхлой 3-члениковой булавой.

## Ареал
Европейско-сибирский вид. Ареал охватывает всю Европу, преимущественно лесную зону.

## Биология
Жуки преимущественно встречаются в лиственных лесах, на погибающих лиственных деревьях, пораженных грибком Chondrostereum purpureum. Порой встречаются на различных древесных грибах. Жуки могут собираться в массе. Личинки питаются древесными грибами, произрастающими на лиственных породах.